# Vicente Seguí Porres
Vicente Jesús Seguí Porres (Villamarchante, Valencia, 25 de diciembre de 1978), conocido simplemente como Vicente, es un cantante español. Comenzó su andadura musical en la orquesta valenciana La Metro. Fue el ganador de Operación Triunfo 2003. 
Ha realizado pequeñas incursiones en el mundo televisivo colaborando con programas musicales de la TV valenciana ('Bona Nit','El Picú') como copresentador e intérprete de temas musicales. Ha colaborado en eventos de carácter benéfico y deportivo (interpretó el himno valencianista en la presentación de la temporada 2008/09 del Valencia en el Estadio de Mestalla) así como en conciertos colectivos en homenaje a cantantes ya desaparecidos como Nino Bravo o Concha Piquer.
Ha ofrecido multitud de conciertos a lo largo de su carrera. Dado el escaso éxito de sus dos primeros álbumes, desde 2008 actúa de forma independiente sin una casa discográfica que lo respalde. Pese a que gozó de gran fama en el Paraguay durante su participación en televisión. Durante el 2010, Vicente participó en varios festivales de la canción donde fue premiado por su talento, en el Festival de la Canción de California obtuvo un segundo puesto en la categoría internacional con su tema «Mirándote» junto con un diploma de excelencia por su canción «Ahora te marchas». En el festival de la canción de Las Vegas volvió a conseguir un segundo puesto en la categoría internacional con la misma canción que da título a su tercer disco además de un diploma de excelencia para su versión de «América, América» y una mención de honor para el tema «Jardín prohibido».
En mayo de 2012 actuó en una gala especial con motivo del día de la madre que se emitió en Televisión Española cantando un tema a dúo con Inma Serrano titulado 'Estaba escrito' compuesto por ella misma especialmente para Vicente.
Durante julio de 2012 Vicente participó en el estreno del espectáculo musical Apoteosis dirigido por José Luis Moreno que se celebró en los jardines del Palacio Real de Madrid durante seis noches.

## Discografía
| Álbum               | Detalles |
| ------------------- | --- |
| Confidencias        | - Fecha lanzamiento: 20 de abril de 2004 - Discográfica: Vale Music - Formato: CD, Digital - Producción: Alejandro Abad - Top 100 álbumes de Promusicae: 13      |
| Gardel Mediterráneo | - Fecha de lanzamiento: 12 de septiembre de 2006 - Discográfica:Warner Music - Formato: CD, Digital - Producción: Nacho Mañó - Top 100 álbumes de Promusicae: 34 |
| Mirándote           | - Fecha de lanzamiento: 20 de julio de 2008 - Discográfica: Independiente - Formato: CD, Digital - Producción: José Manuel Domenech                              |